# Perissa pakistanensis
Perissa pakistanensis är en tvåvingeart som beskrevs av Borgmeier 1967. Perissa pakistanensis ingår i släktet Perissa och familjen puckelflugor. Inga underarter finns listade i Catalogue of Life.